# Scenes from the Class Struggle in Springfield
"Scenes from the Class Struggle in Springfield" är avsnitt 14 från säsong sju av Simpsons. Avsnittet sändes på Fox i USA den 4 februari 1996. I avsnittet köper Marge en klänning från Chanel som leder till att hon blir erbjuden medlemskap en exklusiv klubb från societeten. Homer börjar under tiden att lära sig spela golf och blir utmanad av Mr. Burns. Avsnittet skrevs av Jennifer Crittenden och regisserades av Susie Dietter. Tom Kite gästskådespelar som sig själv. Titeln är en parodi på Lösaktiga affärer. Avsnittet fick en Nielsen ratings på 8.8 och var det femte mest sedda programmet på Fox under veckan.

## Handling
Efter att Abraham Simpson misslyckas med att fixa mottagningen på TV:n åker familjen till lågprisvaruhuset i Ogdenville för att köpa en ny TV. Marge och Lisa hittar där en klänning från Chanel som från sitt gamla värde på 2800 dollar kostar nu 90 dollar. Lisa övertygar Marge att köpa klänningen. Då Marge besöker Kwik-E-Mart och har på sig sin nya klänning träffar hon på sin gamla skolkompis Evelyn Peters. Evelyn bjuder in Marge till den exklusiva klubben Springfield Country Club. Marge försöker smälta in på klubben men har problem med det.
Lisa gillar inte klubben tills hon upptäcker att de har ett stall och Homer börjar spela golf på klubben efter fått lektion från Tom Kite. Då Mr. Burns kollar i övervakningskamerorna på kärnkraftverket ser han att Homer är en värdig motståndare och utmanar honom på en rond. Det visar sig under matchen att Mr. Burns är sämre än han trodde eftersom det upptäcks att Waylon Smithers placerar ut golfbollar så de får en bättre placering än de egentligen ska ha. Homer går på med att inte avslöja att Mr. Burns är en dålig golfspelare mot att familjen blir medlemmar i klubben.
Marge håller på att sy om klänningen inför familjens nästa besök på klubben men råkar förstöra den. Marge försöker leta upp en ny Chanel på rea men hittar ingen utan köper en ny för 3300 dollar. Då familjen är på väg till klubben inser Marge att familjen inte passar in där och de åker till Krusty Burger istället. På klubben väntar medlemmarna under tiden på familjen Simpson för att välkomna dem som medlemmar.

## Produktion
Avsnittet skrevs av Jennifer Crittenden och regisserades av Susie Dietter. Det är det första avsnittet som en kvinna både har skrivit och regisserat avsnittet till. Manuset var från början för långt och fick skrivas ner. Dietter anser att efter nedskärningen blev avsnittet mer allvarligt och många skämt försvann. Bill Oakley, gillar handlingen eftersom han och Josh Weinstein ville ha mer känslor under tiden de producerade avsnitten. Han anser att Crittenden gjorde ett bra jobb och att avsnittet blev bra.
Matt Groening, var orolig innan avsnittet att klänningen skulle se konstig ut på en Simpsons-figur eftersom de har en enkel design och kläder sig enkelt. Han gillar klänningen och Dietter anser at den ser bra ut på Mage. Även Oakley gillade designen. I klubben byter kvinnorna kläder i varje scen vilket var jobbigt för animatörerna då de fick komma på nya kläder.
Tom Kite gästskådespelar som sig själv. Han har sagt att han riktigt njöt under inspelningen och det var roligt att fantisera hur det ser ut då Homer slår en swing. Han är glad att Homer inte blev en bättre golfare än han.

## Kulturella referenser
Marges klänning är Pink Chanel suit of Jacqueline Bouvier Kennedy, en klänning som Jacqueline Kennedy Onassis bar.  Titeln är en parodi på Lösaktiga affärer.

## Mottagande
Avsnittet sändes på Fox i USA den 4 februari 1996. Avsnittet hamnade på plats 46 över mest sedda program under veckan med en Nielsen ratings på 8.8. Avsnittet var det femte mest sedda på Fox under veckan.
Warren Martyn och Adrian Wood har i boken I Can't Believe It's a Bigger and Better Updated Unofficial Simpsons Guide ansett att Marge ser bra ut i sin Chanel, golftävlingen mellan Homer och Mr. Burns var briljant och det fanns många rörande ögonblick då Marge försökte förbättra sig själv och sin familj. Från DVD Movie Guide har Colin Jacobson sagt att han vet inte om han accepterar avsnittet visar vad Marge är för en karaktär. Jacobson gillar golfscenen med Homer och har kommenterat att avsnittet blev lyckat utan något problem. Jennifer Malkowski från DVD Verdict anser att den bästa delen i avsnittet är då Mr. Burns tankar bilen. Hon gav avsnittet betyget B. I boken Homer Simpson Goes to Washington har Joseph Foy och Stanley Schultz skrivit att i avsnittet visar det familjens mål över den amerikanska drömmen som spelas ut satiriskt och sakkunnigt av Marge Simpson.